# Pan (film, 1922)
Pan är en norsk svartvit stumfilm (drama) från 1922. Filmen regisserades av Harald Schwenzen och i huvudrollen som löjtnant Thomas Glahn ses Hjalmar Fries.

## Handling
Den unge löjtnanten Thomas Glahn befinner sig en sommar i Nordland. Den egendomliga och stämningsfulla naturen gör ett överväldigande intryck på honom. Han är bunden till skogen och ensamheten och strövar omkring med sin hund Æsop som enda följeslagare. På en tur möter han handelsmannen Mack och hans dotter Edvarda. Senare träffar han henne igen om upplever en hektisk tid tillsammans med henne. Det hela varar inte länge för den förunderliga och impulsiva Edvarda är nära att driva Thomas till vanvett. När Edvarda lämnar honom söker han tröst hos smedens fru Eva, som även Mack har ett gott öga för. Av svartsjuka arrangerar Mack ett olyckstillfälle och Eva omkommer. Glahn reser till staden där han kastar sig ut i ett vilt liv fyllt av drickande och skandaler. Han söker också avsked från det militära.
Åren går och Thomas befinner sig på en jakttur tillsammans med en kamrat. Minnet av Edvarda förföljer honom ännu och han ser ingen annan utväg än att dö. Han ber jaktkamraten att "skjuta fel" och sätta en kula i strupen på honom. Till slut får Thomas sin önskan uppfylld när kamraten en dag skjuter ihjäl honom.

## Rollista
- Gerd Egede-Nissen – Edvarda, Macks dotter
- Hjalmar Fries – Thomas Glahn, löjtnant
- Lillebil Ibsen – Eva
- Hans Bille – Mack, handelsmannen
- Rolf Christensen – doktorn
- Falhi – Maggie
- Harald Schwenzen – Glahns jaktkamrat

## Om filmen
Filmen bygger på Knut Hamsuns roman Pan från 1894. Filmen regisserades av Harald Schwenzen som också omarbetade romanen till filmmanus. Filmen är Schwenzens enda filmregi. Den producerades och distribuerades av bolaget Kommunenes filmcentral med Schwenzen som produktionsledare. Filmen spelades in i Algeriet och i Melbu i Vesterålen, Norge. I Norge fotades den av Johan Ankerstjerne och i Algeriet av Thorleif Tønsberg. Filmen klipptes av Schwenzen. Premiären ägde rum den 16 oktober 1922 i Norge. Den 19 januari 1923 hade filmen dansk premiär.